# Колпеницкий сельсовет
Колпеницкий сельсовет (бел. Каўпе́ніцкі сельсавет) — упразднённая административная единица на территории Барановичского района Брестской области Белоруссии.

## История
14 марта 1962 года деревня Жлобин Колпеницкого сельсовета Барановичского района Брестской области включена в городскую черту города Барановичи.
20 октября 2012 года упразднена деревня Анисимовичи.
24 августа 2013 года Колпеницкий сельсовет упразднён.

## Состав
В состав сельсовета входило 10 деревень:
| Населённый пункт          | СОАТО         | Координаты                      |
| ------------------------- | ------------- | ------------------------------- |
| деревня Адаховщина        | 1 204 826 001 | 53°09′12″ с. ш. 26°09′13″ в. д. |
| деревня Антоново          | 1 204 826 011 | 53°09′51″ с. ш. 25°58′29″ в. д. |
| деревня Большая Колпеница | 1 204 826 016 | 53°09′44″ с. ш. 26°02′14″ в. д. |
| деревня Гирово            | 1 204 826 021 | 53°07′43″ с. ш. 26°05′54″ в. д. |
| деревня Дубово            | 1 204 826 026 | 53°09′23″ с. ш. 26°06′33″ в. д. |
| деревня Забродье          | 1 204 826 031 | 53°08′56″ с. ш. 26°08′34″ в. д. |
| деревня Лавриновичи       | 1 204 826 036 | 53°09′08″ с. ш. 26°07′49″ в. д. |
| деревня Малая Колпеница   | 1 204 826 041 | 53°10′30″ с. ш. 26°01′39″ в. д. |
| деревня Новый Свет        | 1 204 826 046 | 53°10′54″ с. ш. 26°03′37″ в. д. |
| деревня Якимовичи         | 1 204 826 051 | 53°09′59″ с. ш. 26°08′33″ в. д. |

Упразднённые населённые пункты:
- Анисимовичи — деревня[4].
- Жлобин — деревня[3]